# الحيس (الطيال)

تعديل مصدري - تعديل

الحيس هي إحدى قرى عزلة جبل اللوز بمديرية الطيال التابعة لمحافظة صنعاء، بلغ تعداد سكانها 135 نسمة حسب تعداد اليمن لعام 2004.